# Voidhaven
Voidhaven ist eine 2016 gegründete Melodic-Death-Doom-Band.

## Geschichte
Voidhaven entstand im Jahr 2016 aus der Band Crimson Swan in einem fließenden Übergang. Nachdem der Hauptsongwriter der Gruppe Robert Franz Hamburg verlassen hatte versuchten die Musiker die Band über die Distanz aufrechtzuhalten, scheiterten jedoch. Der nach Freiburg im Breisgau verzogene Franz führte Crimson Swan vorerst mit einer neuen Besetzung fort und die ehemaligen Hamburger Mitglieder beschlossen mit dem neuen Namen Voidhaven und Philipp Kruppa von Ophis als neuen Gitarrist weiter Musik zu machen. Im Oktober 2018 veröffentlichte die Band die EP Voidhaven über Solitude Productions. Die Kooperation mit dem bekannten russischen Label erschien der Band eine natürliche Entscheidung. Das Label war für den Vertrieb melodischen Extreme Doom bekannt. Ophis hatten bereits mit Solitude Productions kooperiert und Crimson Swan standen vor der Trennung in Verhandlungen für eine Veröffentlichung.
In den folgenden Jahren wechselte die Gruppe den Schlagzeuger. Norman Müller von Remembrance ersetze den aufgrund seines Umzugs nach Österreich ausgeschiedenen Martin. Die Umstände der COVID-19-Pandemie und subjektive Lebensumstände verzögerten die weiteren Aktivitäten der Gruppe. Im Juni 2023 erschien mit Lithic dann das Debütalbum der Gruppe über Ardua Music.

## Werk und Wirkung
Am 19. Oktober 2018 debütierte Voidhaven mit einer selbstbetitelten EP über Solitude Productions. Das erste Studioalbum Lithic wurde am 9. Juni 2023 über Ardua Music veröffentlicht.

### Songwriting
Der als Mitglied von Fvneral Fvkk und Ophis zur gleichen Zeit aktive Kruppa nannte Voidhaven die „bei weitem die demokratischste“ Band, an der er sich je beteiligt habe. Der Anspruch und Austausch sei „sowohl ein Segen als auch ein Fluch,“ da niemand ignoriert würde, jeder sich einbringen könne, aber es bedeute ebenso, dass das Schreiben sehr viel Zeit in Anspruch nehme und es erhöhe „das Risiko, dass am Ende ein verwässerter Kompromiss“ stünde.

„It often takes a good amount of time, discussing and rewriting until everyone is happy with the final result. But in the end it’s mostly worth it.“

„Es braucht oft viel Zeit, um zu diskutieren und neu zu schreiben, bis alle mit dem Endergebnis zufrieden sind. Aber am Ende ist es das meistens wert.“

Der Schreibprozess folgt so zwar keinem vorgegebenem Ablauf besitzt jedoch eine übliche und als „einfach“ beschriebene Abfolge. Die Band findet „ein paar schöne Riffs im Proberaum“, die Schorneck oder Kruppa in Heimarbeit zu einer „einfachen Songstruktur“ weiterentwickeln, „der Rest wird von der Band gemeinsam hinzugefügt und erweitert.“

### Inhalt
Der Großteil der Liedtexte geht auf Schorneck zurück. Zentral stehen subjektive Betrachtungen persönlicher Kämpfe und Emotionen, doch mit dem Debütalbum erweiterte die Gruppe den lyrischen Fundus um sozialkritische Themen. Resting on Tombs befasse sich mit sozialer Ungleichheit und der „Kluft zwischen Superreichen und extrem Armen“. Sermon of Scorn wurde als „harsche Kritik an den organisierten Religionen“ verfasst. Hinzukommend verarbeiten die Musiker Erfahrungen ihres beruflichen Umfelds, da mehrere der Bandmitglieder im sozialen Bereich tätig sind. So ist The Everblazing Picture „eine Allegorie für den Umgang mit Traumata“, während To Walk Among Ghosts „von der Arbeit mit Menschen, die an verschiedenen Formen von Psychosen wie paranoider Schizophrenie oder Zwangsneurosen leiden“ inspiriert ist. Beyond the Bounds of Sleep befasst sich mit Suizidgedanken, während The Floating Grave von einer ungeklärten Kriminalfall handele. Kruppa, der den Text verfasste beschrieb den Fall als „seltsam“: 

„A young woman disappeared. Later, it was found out, that she was seemingly abducted by a man. They were seen walking through the town and even though they met many people on the way, not once she tried to flee or cried for help. The last time she was seen, she stood beside him in a river. Presumably he drowned her, but it remains uncertain.“

„Eine junge Frau verschwand. Später stellte sich heraus, dass sie anscheinend von einem Mann entführt worden war. Wie sie durch die Stadt gingen wurden sie gesehen und obwohl sie auf dem Weg viele Menschen trafen, versuchte die Frau nicht ein einziges Mal zu fliehen oder um Hilfe zu schreien. Das letzte Mal, als sie gesehen wurde, stand sie neben ihm in einem Fluss. Vermutlich hat er sie ertränkt, aber das bleibt ungewiss.“

### Stil
Voidhaven spielen einen Melodic Death Doom, der von der Band als „Melancholic Doom/Death Metal“ betitelt wird. Diesen Stil beschreiben die Musiker selbst als dynamische Mischung aus Doom Metal mit Elementen des Death Metal. Trotz vielfältiger Einflüsse wird von der Band vornehmlich auf Interpreten des Melodic Death Doom als Vergleichsgröße verwiesen. Namentlich wurden dazu Saturnus, Swallow the Sun, Hamferð, Officium Triste und Evadne benannt.
Insbesondere My Dying Bride dient in Rezensionen als Relation der Musik. Weitere Parallelen werden zu Katatonia, Paradise Lost, Novembers Doom, Ahab und Clouds ausgemacht. Entsprechend werden der Band Einflüsse aus Funeral Doom, Death Doom und Gothic Metal attestiert.
Die Musik ist überwiegend langsam, mit gelegentlichen Tempoausbrüchen, gespielt. Der Gesang variiert „bemerkenswert vielseitig“ von „klarem [zu] grunzendem Gesang, wodurch ein immenses Spektrum an Ausdrucksmöglichkeiten abgedeckt wird.“ Die Melodien werden vornehmlich über das Spiel der unverzerrten Leadgitarre und Klargesang präsentiert. Im dynamischen Kontrast stehen Pianospiel, „düstere[…] Zeitlupenriffs und tiefe[s] Grabesgekrächze“.

### Rezeption
Bereits die EP Voidhaven wurde international positiv angenommen. Als Auftakt einer Band die „qualitativ hochwertig“ im bekannten Metier agiere und ihr Potential verdeutliche, besprach Tomáš Marton die EP für Metal Forever. Auch Davide Galli von Metalhead.it beschrieb Voidhaven als „ein starkes Debüt“ einer Band mit Potential. Weitere Rezensionen äußerten sich ähnlich, werteten die Veröffentlichung jedoch bereits als beeindruckend und eine enorm hohe Messlatte für zukünftige Veröffentlichungen. Für das Webzine Metal Temple besprach Brian Morton Voidhaven als „alles, was man sich von einem Death-Doom-Album wünschen könne“ und vergab die mögliche Höchstnote.
Das hohe Lob wiederholte sich in den zu Lithic verfassten Besprechungen. Es sei, eines der besten Alben des Jahres, „ein Werk, das die Hörer in eine Welt des Schmerzes und der Schönheit eintauchen lässt und unweigerlich eine Spur der Melancholie in ihren Seelen“ hinterlasse, sowie „ein ausgezeichnetes Album[,] das [Emotionen] von tiefer Depression bis hin zu Wut und Zorn“ variiere. Die besondere Qualität des Album sei dabei als eine „Schönheit in schimmernden Instrumentalklängen“, in Phasen „drohender Pracht“ sowie in der Präsentation eines „herzergreifenden und herzzerreißenden Gesangs“ wahrzunehmen. Im Kontext des Death Doom sei es der Band mit Lithic dadurch gar gelungen, die Klangpalette des Genres durch Gespür für Groove und Dynamik neu zu beleben und zu erweitern. Die ausgearbeitete Abmischung und Produktion setze „das vielschichtig anspruchsvolle und sehr beeindruckende Liedgut in Szene“. So funktioniere „einfach alles“ an Lithic: „gute Songs, tolles Spiel, hervorragender Gesang und eine verdammt gute Produktion.“ So erweise sich das Album als ganzheitliche Erfahrung mit der Kraft, seine Hörer „in seinen Bann zu ziehen und das Gefühl zu geben, ein Teil der Musik zu sein. Man hör[e] sich Lithic nicht bloß an, man erleb[e] es.“